# Peter Brabrook
Peter Brabrook (* 8. November 1937 in Greenwich; † 10. Dezember 2016 in Basildon) war ein englischer Fußballspieler. Als Flügelspieler war er in der zweiten Hälfte der 1950er-Jahre für den FC Chelsea aktiv, bei dem er zudem zum Nationalspieler und WM-Teilnehmer 1958 reifte. Nach seinem Wechsel 1962 zu West Ham United gewann er im Mai 1964 den FA Cup.

## Sportlicher Werdegang
Im Alter von 17 Jahren kam Brabrook zu seinem Debüt beim Erstligisten FC Chelsea, der sich in der Saison 1954/55 auf dem Weg zur englischen Meisterschaft befand. Dabei bekleidete er während der anschließenden Spielzeit 1955/56 zunächst im Wechsel mit Johnny McNichol die Position des linken Halbstürmers, bevor ihn Trainer Ted Drake im November 1956 als Nachfolger von Eric Parsons zum rechten Flügelspieler umfunktionierte. Dort sollte Brabrook seine Ballsicherheit und Schnelligkeit besser ausspielen und beim Generationenwechsel war er der erste Akteur aus der eigenen Jugend, dem der sportliche Durchbruch gelang. Als Stärken zeigten sich dabei seine Beidfüßigkeit und die Fähigkeit, im Tempolauf Sprintduelle gegen Verteidiger für sich zu entscheiden. Gemeinsam mit seinem Pendant auf der linken Seite Frank Blunstone bereitete er dazu häufig Tore von Mittelstürmern wie Ron Tindall vor.
Im September 1957 kam Brabrook an der heimischen Stamford Bridge erstmals für die englische U-23-Auswahl gegen Bulgarien zum Zuge und im Verlauf der folgenden dreieinhalb Jahre stand er noch acht weitere Male für den Nachwuchs auf dem Platz. Dazu war er 1958 im Kader der A-Nationalmannschaft anlässlich der Weltmeisterschaft in Schweden, ohne zuvor ein Länderspiel bestritten zu haben. In einer Mannschaft, die nach der Flugzeugkatastrophe 1958 in München viele ihrer vormaligen Stammspieler verloren hatte, debütierte er beim wichtigen Play-off-Spiel gegen die Sowjetunion. Es endete mit einer 0:1-Niederlage und dem Turnierende für England. Im Oktober 1958 und Mai 1960 absolvierte Brabrook zwei weitere (und letzte) sieglose Länderspiele gegen Nordirland (3:3) und Spanien (0:3), während er in Chelsea bis zum Ende der Saison 1961/62 weiter eine feste Größe blieb. Besonders in Erinnerung blieb sein Solo im Februar 1960 gegen West Ham United, bei dem er drei Gegner ausspielte und den Torhüter überwand. Nachdem der FC Chelsea 1962 als Tabellenletzter in die zweite Liga abgestiegen war, wechselte Brabrook im Oktober 1962 zu West Ham, das weiterhin in der First Division aktiv war. Die Ablösesumme für den noch nicht einmal 25-Jährigen betrug 35.000 Pfund.
Schnell entwickelte sich Brabrook auch bei den „Hammers“ zu einem Schlüsselspieler auf der rechten Außenbahn und Anfang Mai 1964 stand er im Finale des FA Cups, das er mit seinen Mannen mit 3:2 gegen Preston North End gewann. Zuvor hatte er bereits im Halbfinale des Ligapokals gestanden. Zum Gewinn des Europapokals der Pokalsieger im Jahr darauf trug er jedoch wenig bei, als er verletzungsbedingt Alan Sealey Platz machen musste. In den folgenden beiden Spielzeiten 1965/66 und 1966/67 behielt er – wenn im Vollbesitz seiner Kräfte – zumeist seine Stammposition, bevor ihm zunehmende Blessuren zu schaffen machten. Letzte Höhepunkte waren für ihn die beiden Endspielteilnahmen im Ligapokal 1966 gegen West Bromwich Albion, die nach insgesamt 3:5 Toren mit einer Niederlage endeten. Nach seinem Wechsel im Juli 1968 zum Drittligisten FC Orient (erneut ein in London beheimateter Verein) ließ Brabrook dort seine Profilaufbahn im Laufe der folgenden drei Jahre ausklingen. Dabei führte er den Klub 1970 als Drittligameister noch einmal in die zweite Liga und im Jahr darauf zum Klassenerhalt. Nach einer letzten Station in der Southern League beim FC Romford ging Brabrooks Karriere zu Ende.
Brabrook kehrte später zu West Ham United zurück und machte sich dort besonders in der Jugendarbeit einen Namen. Er war an dem Aufbau der renommierten „Academy of Football“ beteiligt, aus der Spieler wie Frank Lampard, Joe Cole und Michael Carrick hervorgingen.

## Titel/Auszeichnungen
- Englischer Pokal (1): 1964
- Charity Shield (1): 1964 (geteilt)